# Pitchtuner
Pitchtuner ist eine deutsch/japanische Elektro-Rock-Band, die seit 2001 besteht und hauptsächlich durch ihre zahlreichen Auftritte u. a. in Deutschland, Belgien, Schweiz, England, China, USA und Japan auf sich aufmerksam gemacht hat.

## Geschichte
Johannes Marx, der nebenbei ein kleines Tonstudio in Berlin betreibt und in der Band Planet 9 aktiv war, und Miki Yoshimura aus Osaka treffen sich 2001 in Dresden und gründen Pitchtuner zusammen mit dem Schlagzeuger Stefan Weiß.
Die beiden ersten Alben entstanden noch im eigenen Wohnzimmer. Das dritte Album wurde in Zusammenarbeit mit dem Produzenten Moses Schneider (u. a. Beatsteaks, Tocotronic und Mediengruppe Telekommander) im Transporterraum live eingespielt.
Die Idee von Pitchtuner ist von Beginn an, elektronische Clubmusik, die von der Vielfalt der Sounderzeugung lebt und sich weniger durch Dynamik und Lebendigkeit auszeichnet, und Bandmusik zu vereinen. Bei Liveauftritten gehen daher Gitarre, Bass und Schlagzeug Hand in Hand mit den elektronischen Klangquellen.
Der Bandname Pitchtuner dient hierbei als Bezeichnung für das Idealbild der perfekt an den Menschen angepassten Maschine. Mit diesem Ziel entwickelt Johannes Marx zahlreiche eigene Instrumente und Controller, die auch Live zum Einsatz kommen. Zum Album Release von "Ready To Go" wurde zusammen mit der japanischen Künstlerin Shoxxx ein etwa 30 cm hoher Roboter "PiTuRo" entwickelt, der bei Live-Auftritten mit der Band auf der Bühne steht. Bei der technischen Umsetzung kommt der Open Source Mikrocontroller "Arduino" oder dessen Weiterentwicklungen zum Einsatz.

## Diskografie

### Alben
- Flight Up The Winding Stairs (2002, Doxa Records)
- Spiny Lure (2004, Doxa Records)
- Riding The Fire (2008, Doxa Records)
- Riding The Fire – Japan Re-Release (2010, Binyl Records)
- Riding The Fire – China Re-Release (2012, Fake Music Media)
- Ready To Go (2014, Motor Music)
- Dirty Loops (2022, Burning Friends Records)

### Singles und EPs
- It’s Time To (2002, Doxa Records)
- Wanton Fever (2003, Doxa Records)
- Flic Flac (2005, Doxa Records)
- Living Dead (2011, Burning Friends Records)
- Anniversary Song (2014, Motor Music)
- Ready To Go (2014, Motor Music)
- Unity Wins (2015, Motor Music)
- And No One Saw This Coming (2015, Motor Music)
- I’m Voting With My Wallet (2021, Burning Friends Records)
- Shuga (2022, Burning Friends Records)
- Where Are Our Minds? (2022, Burning Friends Records)

### Beiträge für Sampler
- Ming – Extérieur RMX (2002)/DE
- Electricity Festival Compilation – Gold Ray (2003)/DE
- 10 Days Off Sampler – Shocco (2004)/BE
- Styrofoam – Nothing's Lost (Duett von Miki Yoshimura mit Bent Van Looy von Das Pop) (2004, Morr Music)/DE
- Music Boutique – Can I Reach You (2005, Rambling Records)/JP
- Did You D:Qliq? – Raindrops (2007)/LUX
- The Berlin String Theory – Heaven arrangiert von Nackt (Warren Suicide) (2008)
- Motor Tunes, Vol II – Ready To Go (2014)/DE